# التعليم المتجاوب ثقافيا
التعليم الملائم أو المتجاوب ثقافياً هو أحد علوم التربية والتدريس ويستند إلى أسلوب تدريس المعلمين للكفاءة الثقافية، أي مهارة التدريس في بيئة متعددة الثقافات. حيث يستخدم المعلمون هذه الطريقة لتشجيع كل طالب على ربط محتوى المادة الدراسية بخلفيته الثقافية.
وبالرغم من أن المصطلح غالباً ما يشير بشكل خاص إلى تعليم الطلاب الأميركيين من أصول إفريقية في الولايات المتحدة،  إلا أنه يمكن استخدامه للإشارة إلى تعليم الطلاب من جميع الخلفيات العرقية، على سبيل المثال تفيد الأبحاث في كندا أن هناك حاجة إلى سد الفجوة بين نظام التعليم التقليدي للكنديين الأصليين ونظم التعليم الغربية من خلال إدراج القيم الروحانية في الممارسات التعليمية للسكان الأصليين، كما يُعتقد أنه يمكن تحسين التحصيل الدراسي من خلال تطبيق التعليم المتجاوب ثقافياً. على الرغم من أن غالبية هذه الممارسة يتم إجراؤها في المدارس الابتدائية أو الثانوية، إلا أنه تم تطبيق التعليم المتجاوب ثقافياً ومناقشته ضمن بيئة التعليم العالي.

## السياق التاريخي
أول من سلّط الضوء على التعليم المتجاوب ثقافياً في أوائل التسعينيات هي د. غلوريا لادسون بيلينغز،  وعرّفت مصطلح التعليم المتجاوب ثقافياً على أنه «تمكين الطلاب من الحفاظ على الأصول والتقاليد الثقافية مع تحقيق النجاح أكاديمياً». وقدمت غلوريا أيضاً بعض التوضيحات حول الفروق بين أصول التدريس الناقدة وأصول التدريس المتجاوبة ثقافياً، حيث يكمن الاختلاف في أن أصول التدريس المتجاوبة ثقافياً تحث على العمل الجماعي القائم على الفهم الثقافي والخبرات وطرق فهم مختلف الثقافات في العالم. أصبح التعليم المتجاوب ثقافياً معروفاً على نطاق واسع ومقبولاً في مجال التعليم، على سبيل المثال تساعد وزارة التعليم الأمريكية مختلف أنواع المدارس على تهيئة الظروف لتحقيق نتائج تعليمية عادلة لجميع الطلاب، وذلك باستخدام الاستجابة الثقافية كإحدى مقاييس القدرات اللازمة في المعلمين ومديري المدارس والمجتمعات المدرسية ككل. ترتبط نظرية تطبيق التعليم المتجاوب ثقافياً بمجموعة أكبر من المعرفة حول التعليم متعدد الثقافات ومساعدة الطلاب من خلفيات ثقافية مختلفة على التفوق. يجادل الباحثون أن هناك ثغرات في التحصيل الدراسي بين الثقافة المحلية السائدة وثقافة المهاجرين أو الجماعات الثقافية العرقية، وتشير النظريات المبكرة إلى أن الانفصال بين هذه المجموعات كان بسبب صعوبات التواصل بين المعلمين والطلاب المتحدثين بلغات أجنبية مختلفة أو أن الثقافات العرقية الأجنبية لا تقدر قيمة التعليم بقدر الثقافة الغربية. وغالباً ما يتم فصل الطلاب المتنوعون ثقافياً في فصول خاصة بسبب الاختلافات اللغوية والثقافية. كما يعتقد بعض الباحثين والمعلمين أنه يجب تكييف التعليم «ليتناسب مع الثقافات التي يجلبها الطلاب معهم من وطنهم الأصل» وذلك للتخلص من الصعوبات اللغوية والثقافية. أحد الباحثين التربويين الرئيسيين الذين ساهموا بشكل كبير في تقدم التعليم المتجاوب ثقافياً هي جينيفا جاي، حيث وسّعت النظرة التقليدية للثقافة إلى ما وراء العرق في كتابها البارز «التعليم المستجيب ثقافياً: النظرية والبحث والممارسة»، حيث كتبت: «تحدد الثقافة كيف نفكر ونعتقد ونتصرف دون أن ندرك ذلك»  بمعنى آخر، الثقافة هي معتقدات الطالب ودوافعه وعاداته الاجتماعية وأعرافه، وبالتالي يدرك المعلم الذي يمارس التدريس المتجاوب ثقافياً أن الثقافة تتجلى في مجموعة متنوعة من التغييرات في كيفية تفضيل الطلاب للتعلم، ويطبق المُعلم المتجاوب ثقافياً تعليماً متبايناً لتكييف التعلم مع كل جانب من جوانب ثقافة الطالب.
يدعم العديد من الباحثين والمعلمين نظريات التعليم البنّاءة لأن هذه المنظورات تدرك قيمة وجهات النظر الثقافية المتعددة. حيث في المنهج البنائي يتم تعليم الطلاب التشكيك والتحدي والتحليل النقدي للمعلومات بدلاً من قبول ما يتم تدريسه بشكل أعمى، وهذا بدوره يمهد الطريق إلى نوع التدريس الذي يناشد به مبتكري التعليم المتجاوب ثقافياً. حدَّدَ جيمس بانكس خمسة أبعاد للتعليم متعدد الثقافات، ووضعت هذه الأبعاد الأساس لتبني التعليم المتجاوب ثقافياً، البعد الأول هو تكامل المحتوى بحيث يبذل المعلمون جهداً مناسباً لتمثيل مجموعة متنوعة من الثقافات في المناهج والتعليم، البعد الثاني لبناء المعرفة يطلب من المتعلمين البدء في طرح الأسئلة والتحليل النقدي للمناهج المتحيزة السابقة، في البعد الثالث ينتقل تركيز التعليم إلى تشجيع التفاعل بين الثقافات المتعددة للحد من التحيز، أما البعد الرابع فهو معني بأصول التربية والتساوي بحيث يطبق المعلم التعليم المتجاوب ثقافياً لتغيير نهج التدريس، الغاية من البعد الرابع هي تكييف أساليب التدريس لضمان نجاح الطلاب من مختلف الثقافات، وفي حال تحقيق ذلك فإن البعد الرابع التعليم المتجاوب ثقافياً سيظهران في البعد الخامس لثقافة مدرسية مدعومة. في هذه المرحلة يقوم المعلمون والمتعلمون بفحص مؤسسة التعليم بشكل نقدي بحثاً عن وجود تمييز بين الثقافات، يعدّان البعدين الرابع والخامس مثالاً رائعاَ على التعليم المتجاوب ثقافياً. المعلمون الذين يحققون هذه الأبعاد يدركون تماماً تأثير التعليم المتجاوب ثقافياً ويحترمون آراء الطلاب الذين يتساءلون ويسعون إلى الحصول على إجابات من خلال طرح الأسئلة ويتقبلون مبادئ العدالة الاجتماعية،  وكلها تعتبر مكونات رئيسية للتعليم البنّاء.
يعتقد جيمس شوريش أن أصول التعليم المتجاوب ثقافياً لها تأثير وأهمية كبيرة على شبابنا لأنها تفيد الطلاب بغض النظر عن الخلفية أو الثقافة العرقية للطلاب، وأوضح كيف أن نجاح الأمة يعتمد على الأطفال والشباب وعلى مجتمع لا يكون فيه الطلاب الملونين (كالمهاجرين والأفارقة) أقلية وكذلك كيف يجب على المعلمين أن يعلموا طلابهم حتى ينجحوا. (Scheurich James، N / A) 

## خصائص التعليم المتجاوب ثقافيا
حدد عدد من المؤلفين، بما فيهم جينيفا جاي وليبمان، خصائص التعليم المتجاوب ثقافياً. هذه الخصائص هي:
1. التحقق والتأكيد: التعليم المتجاوب ثقافياً هو التحقق والتأكيد لأنه يدرك نقاط القوة في التراث المتنوع للطلاب [18]
2. الشمولية : يتميز التعليم المتجاوب ثقافياً بالشمولية لأنه يستخدم موارد ثقافية لتدريس المعرفة والمهارات والقيم والسلوكيات.[19]
3. تعدد الأبعاد : يشمل التعليم المتجاوب ثقافياً على العديد من المجالات ويطبق نظرية التعددية الثقافية على بيئة الفصل الدراسي وأساليب التدريس والتقييم.[20]
4. التحرر : المعلمون المتجاوبون ثقافياً يحررون الطلاب.[21]
5. التمكين : يعمل التعليم المتجاوب ثقافياً على تمكين الطلاب ومنحهم الفرص للتفوق في الفصل الدراسي وما بعده.[22] حيث أن التمكين يتحول إلى الكفاءة الأكاديمية والثقة الشخصية والشجاعة والإرادة للتصرف.[23]
6. التحول : التعليم المتجاوب ثقافياً يعتبر تحولي لأن المعلمين وطلابهم يجب أن يوحدوا في كثير من الأحيان التقاليد التعليمية والوضع الراهن.[24]

## مبادئ التعليم المتجاوب ثقافياً
1. تنمية الهوية : يأتي التعليم الجيد من أولئك المخلصون لهويتهم الأصلية، وذلك لتمكين التواصل بين المعلم والطالب عند تطبيق التعليم المتجاوب ثقافياً [25][26]
2. الإنصاف والتميز : دمج محتوى المناهج متعددة الثقافات لإنشاء منهج يشمل الخبرات الثقافية المتنوعة للطلاب ليتمكنوا جميعهم من تحقيق أعلى المستويات بإنصاف.[26] يعتمد تكامل التميز والإنصاف في برنامج تطوير مهارات الطلاب (CPP) على إنشاء منهج يشتمل على خبرات الطلاب الثقافية، ووضع توقعات عالية للطلاب للوصول إليها.[26]
3. الملاءمة التنموية : 1.    وتشمل أساليب التعلم والتدريس والتباين الثقافي في الاحتياجات النفسية كالدافع والروح المعنوية والتفاعل والتعاون، والهدف هو تقييم تقدم الطلاب في التطور المعرفي ودمج أنشطة التعلم ضمن خطة الدرس التي تمثل تحدياً وثقافياً.[26][26]
4. تعليم الطفل كله : ويقصد به التعاون بين المنزل والمدرسة والمجتمع، بحيث يجب أن يكون المعلمون على دراية بالتأثيرات الاجتماعية والثقافية التي عزت إلى تقدم التعلم لهذا الطفل، من الطبيعي أن يتم حساب هذه التأثيرات الخارجية عند تصميم منهاج متجاوب ثقافياً.[26] عند تعليم الطفل كليًا، يجب أن يكون المعلمون مدركين للتأثيرات الاجتماعية والثقافية التي عزت إلى تقدم التعلم لهذا الطفل حتى قبل دخول الفصل. من الطبيعي أن يتم حساب هذه التأثيرات الخارجية عند تصميم منهج ذي صلة بالثقافة.[26]
5. العلاقات بين الطالب والمعلم : يتطابق موضوع العلاقة بين الطالب والمعلم في سياق مبادئ التعليم المتجاوب ثقافيا بشكل وثيق مع مفاهيم «الرعاية والعلاقات والتفاعل وجو الفصل الدراسي».[26] يجب أن يجمع اختصاصيو التوعية بين الرغبة في الارتباط بطلابهم والرغبة في تنمية تلك العلاقة إلى علاقة منخرطة في العناية الشخصية واليقظة المهنية. يجب أن يشعر الطلاب أن المعلم يهتم بمصلحته حتى ينجح في تطبيق التعليم المتجاوب ثقافيا.[26]
6. إدارة عواطف الطلاب : يجب أن يكون المعلمون على استعداد لإدارة الطلاب الذين قد يكون لديهم تجارب عاطفية قوية مع القراءات المتنوعة ثقافياً، [27] حيث قد تؤدي المشاعر الإيجابية إلى تعزيز تجربة التعلم، في حين أن العواطف السلبية قد تمنع الطلاب من الانخراط [27] وبالتالي يجب على المعلمين استكشاف عواطف الطلاب القوية، وخاصة في المتعلمين الكبار.